# Büchsenkasse
Die Büchsenkasse war ein Vorläufer der heutigen Knappschaftskasse. In diese Kasse flossen Abgaben (sogenannte Büchsenpfennige) der im Berg- und Hüttenwesen Beschäftigten. Noch bis 1854 wurde die Abgabe als Büchsenpfennig bezeichnet. Aus dieser Kasse wurden finanzielle Hilfen an Kranke, Verunfallte, Invaliden oder Witwen und Waisen tödlich Verunglückter, sowie Zuschüsse zu knappschaftlichen Schulen geleistet.

## Knappschaft
Am 28. Dezember 1260 ließ Bischof Johann I. von Hildesheim eine Urkunde ausfertigen, mit der er die Bruderschaft der Bergleute an der Kirche St. Johannis im Bergdorf bei Goslar bestätigte und unter seinen Schutz stellte. Der Name „dy knabschaft“ ist erstmals für das Jahr 1426 als Bezeichnung für die Belegschaft des Freiberger Bergbaureviers in Sachsen belegt. 1479 wurden auch die Belegschaften in Schneeberg und Annaberg im Erzgebirge als Knappschaften bezeichnet, und bis Ende des 15. Jahrhunderts hatte sich der Begriff in nahezu allen deutschen Bergbaurevieren durchgesetzt.
Eng verbunden mit der Knappschaft ist der Begriff der Büchsenkasse.
Aus dem Jahr 1409 stammt der älteste schriftliche Nachweis darüber, dass Bergleute am Rammelsberg Geld „in de bussen“ einzahlten – damals wahrscheinlich noch als freiwillige Solidarabgabe. Die ersten verbindlichen Bestimmungen für die Abführung eines obligatorischen Büchsenpfennigs in die Kasse der Knappschaft erließ der Rat der Stadt Goslar im Jahre 1532. In den Bergreglements der Folgezeit wurde festgelegt, dass der Bergmann, der seiner Beitragspflicht nicht nachkam, von der Arbeit ausgeschlossen wurde. Zur Zeit des herrschaftlichen Bergbaus, der seit dem 16. Jahrhundert im Harz praktiziert wurde, zahlten sowohl der Landesherr als auch die Gewerken in die Kasse ein – gestaffelt nach Ausbeute und Anzahl der Steiger und Arbeiter der einzelnen Gruben.

## Erste Überlieferungen
Bergwerkseigentümer und -beschäftigte zahlten in die „Büchse“ festgelegte Beträge zur sozialen Absicherung der Berg- und Hüttenleute ein.
Im erzgebirgischen Altenberg beschloss die dortige Knappschaft um das Jahr 1450 die wöchentliche Zahlung eines Büchsenpfennigs durch die Bergleute. Diese Einzahlungen wurden hier sowie in anderen Bergbaurevieren in Bergordnungen geregelt. Als erste dieser Bergordnungen gilt die Annaberger Bergordnung von 1509. Sie galt in Teilen des Kurfürstentum Sachsen und wurde unter anderem auch vom Königreich Preußen übernommen. In Preußen wurde diese Ordnung durch das „Gesetz betreffend die Vereinigung der Berg-, Hütten-, Salinen- und Aufbereitungsarbeiter in Knappschaften“ (Preußisches Knappschaftsgesetz) vom 10. April 1854 abgelöst und das Knappschaftswesen neu geregelt.
Andreas Bingener hat in Beiträgen zur Geschichte der Knappschaft viele Details zur wöchentlichen Erhebung des Büchsengeldes veröffentlicht. Der erste diesbezügliche Nachweis im Archivgut datiert aus dem 15. Jahrhundert. Danach wurde im Gosla'er Bergbaurevier jeden Samstag bei der Auszahlung des Wochenlohnes den Bergknappen ein festgelegter Betrag, ein Scherf, einbehalten und in die Büchsenkasse gesteckt.
Aus dem Freiberger Bergbaurevier ist das Büchsenpfennig-Verzeichnis der Jahre 1543 bis 1561 überliefert. Hierin notierten die Knappschaftsschreiber die Einkünfte der Korporation aus der Büchsenkasse. Die Einzahlungen in die Büchsenkasse waren im 18. Jahrhundert auch die Haupteinnahmequelle der Johanngeorgenstadter Knappschaftskasse. Hier waren die Steiger für die Erhebung der Büchsenpfennige verantwortlich. Wöchentlich musste ein Hauer drei Groschen, ein Knecht zwei und ein Bergjunge einen Groschen in die Büchsenkasse einzahlen. Nach dem Verzeichnis aus dem Jahre 1730 mit dem Titel „Einnahme des Knappschafts-Gefälles vom Quartal Reminiscere 1730“ zahlten 331 Hauer, 75 Knechte und 139 Karrenläufer insgesamt 61 Gulden plus 10 Groschen.
Im Schneeberger Bergbaurevier regelte die dortige Bergordnung von 1471/72 im § 9, dass jeder Häuer wöchentlich einen Pfennig, jeder Haspler und jeder Bergjunge einen Heller zur Unterhaltung der Kapelle, deren Beleuchtung und sonstigen Bedarf zahlen soll. Nach alten Berichten aus dem Jahre 1473 hielten dafür die Priester fünfmal pro Woche eine Messe für die Bergleute vor Einfahrt in die Gruben. Doch neben diesen kirchlichen Zwecken dienten auch damals schon die Büchsengelder zur Unterhaltung bedürftiger Bergleute bzw. deren Hinterbliebenen.

Rudolf Mirsch berichtet über tragische Ereignisse im Mansfelder Kupferschieferbergbau:

„Insgesamt sind bis etwa 1580 eine größere Anzahl von Vorkommnissen überliefert, wobei 50 Bergleute tödlich verunglückten. Sogenannte Bruderschaften und später die Knappschaften haben dafür gesorgt, dass mit den "Büchsenpfennigen", die an den Lohntagen gezahlt wurden und aus anderen Quellen den Hinterbliebenen oder den erwerbsunfähig gewordenen Berg- und Hüttenleuten ein bescheidenes "Gnadenbrot" gewährt werden konnte. In einer Beschreibung aus dem Jahre 1730 zu einem Unglück bei Welfesholz wurden neben anderen Aufwendungen die Beerdigungskosten von 6 Talern und die kleine Gabe von 2 Talern für die Witwe genannt. Der Schacht, auf dem dieses Unglück geschehen war, galt noch jahrelang als "der Schacht, auf dem Hilmar Körner zu Tode kam".“

## Bergordnung für das Herzogtum Cleve, Fürstentum Moers und die Grafschaft Mark
Die revidierte Bergordnung für das Herzogtum Kleve, das Fürstentum Moers und die Grafschaft Mark vom 29. April 1766 stellte den Bergbau unter staatliche Verwaltung. Diese Ordnung sah auch vor, dass die Bergleute von jedem Reichstaler ihres Lohnes (1 Rthl. = 60 Stüber) einen Stüber in die Knappschaftskasse einzuzahlen hatten. Und die Gewerken zahlten wöchentlich für jeden angelegten Häuer ein „Fass“ (auch Ringel) Kohlen beziehungsweise dessen Geldwert (5 bis 6 Stüber).
Hier folgend einige Auszüge betreffend die Knappschaftskasse:

„§ 1. Da Wir die Einrichtung einer Knappschaftscasse allergnädigst verordnet haben, und zu deren Fond, benebst anderen von Uns destinirten Abgaben, auch zugleich Gewerken bei denen metallischen und mineralischen Bergwerken die Ausbeute von zwei Kuxsen, dahingegen von den Steinkohlenbergwerken – allwöchentlich von jedem in deren gangbaren Schichten arbeitenden Häuer 1 Faß Kohlen abgeben und berechnen. So sollen auch Gewerken in dem Fall, daß in ihrer Arbeit welche Arbeiter krank werden oder Schaden nehmen sollten, mit weiter nichts beschweret werden, außer daß sie den Kranken oder Beschädigten von der Zeche, wenn sie in Ausbeute
steht, Acht Wochen lang, wenn die Zeche aber in Zubuße stehet, Vier Wochen lang, wenn anders die Krankheit oder Cur so lange anhalten und der Arbeiter nicht ehender wieder an die Arbeit gehen konnte, seinen vorhin allwöchentlich gehabten Lohn zum Gnaden-Lohn zahlen, die Cur aber von der Knappschafts-Casse getragen werden.
§ 2. Sollte aber Jemand bey dem Bergwerke in der Arbeit sogleich zu Tode kommen, so sollen die Wittwe und Erben das hier § 1 bestimmte Gnaden-Lohn genießen, die Begräbnis-Kosten aber von der Knappschafts-Casse bezahlet werden.
§ 3. Befehlen Wir Unsrem Berg-Amte, daß dasselbige mit allem Ernst dahin sehe, daß dieses bestimmte Gnaden-Lohn von denen Gewerken, Schicht-Meistern oder Vorstehern richtig und ohne allen Aufenthalt bezahlet werde, nicht aber wie bisher geschehen, die armen Leute von denen Gewerken durch allerhand Kniffe und Erfindungen über die Gebühr aufgehalten oder wohl gar darum zu bringen gesuchet werden; diejenigen Gewerken, so hierunter unbegründete Weigerungen machen, sollen vielmehr nach der Gebühr bestrafet werden.
§ 4. Können jedoch Gewerken erweisen, daß der Krankgewordene oder Schadengenommene sein Malheur durch seine unordentliche Lebensart, oder durch dessen Mitarbeiter vorsetzliche Negligene oder auch Bosheit erhalten; So soll das Berg-Amt die Sache untersuchen, und den schuldigen Theil nach Befinden in Strafe ziehen.“

## Berg-Ordnung des Eißlebisch- und Mansfeldischen Bergwercks

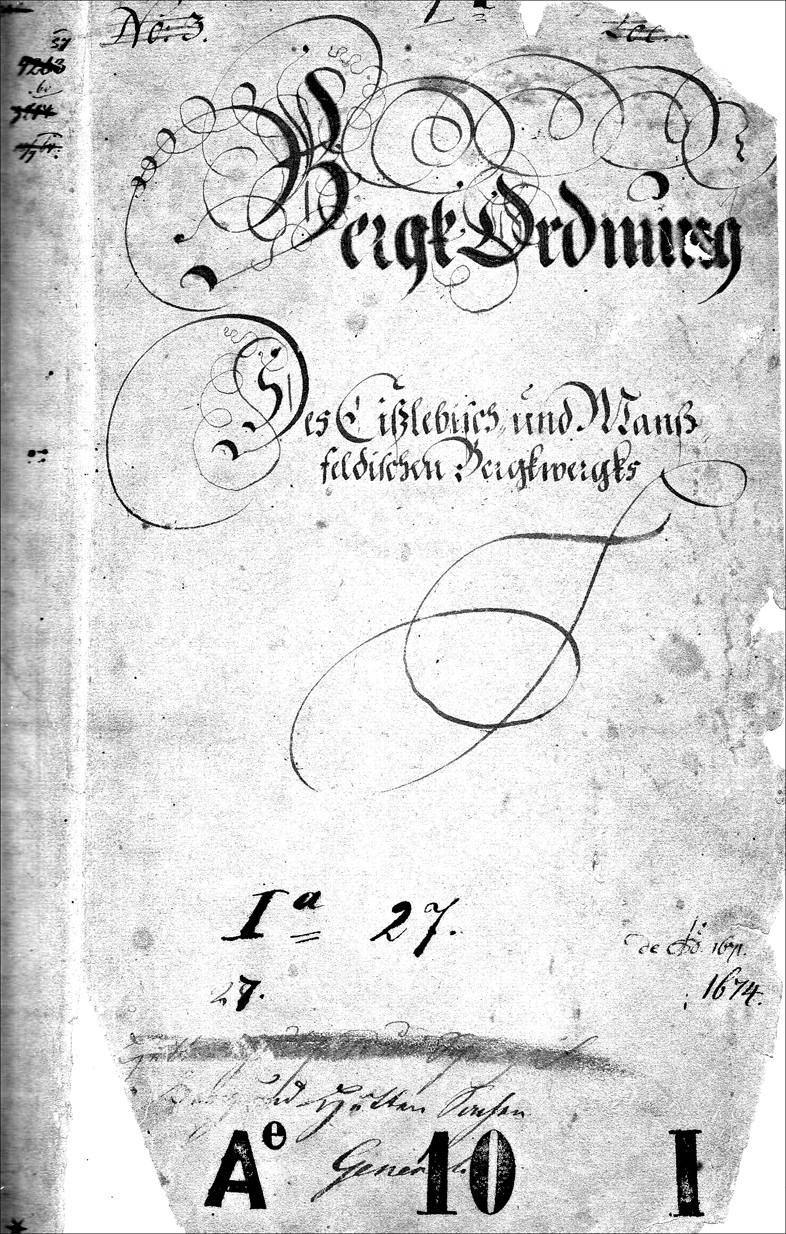
Titelblatt der Mansfelder Bergordnung von 1674
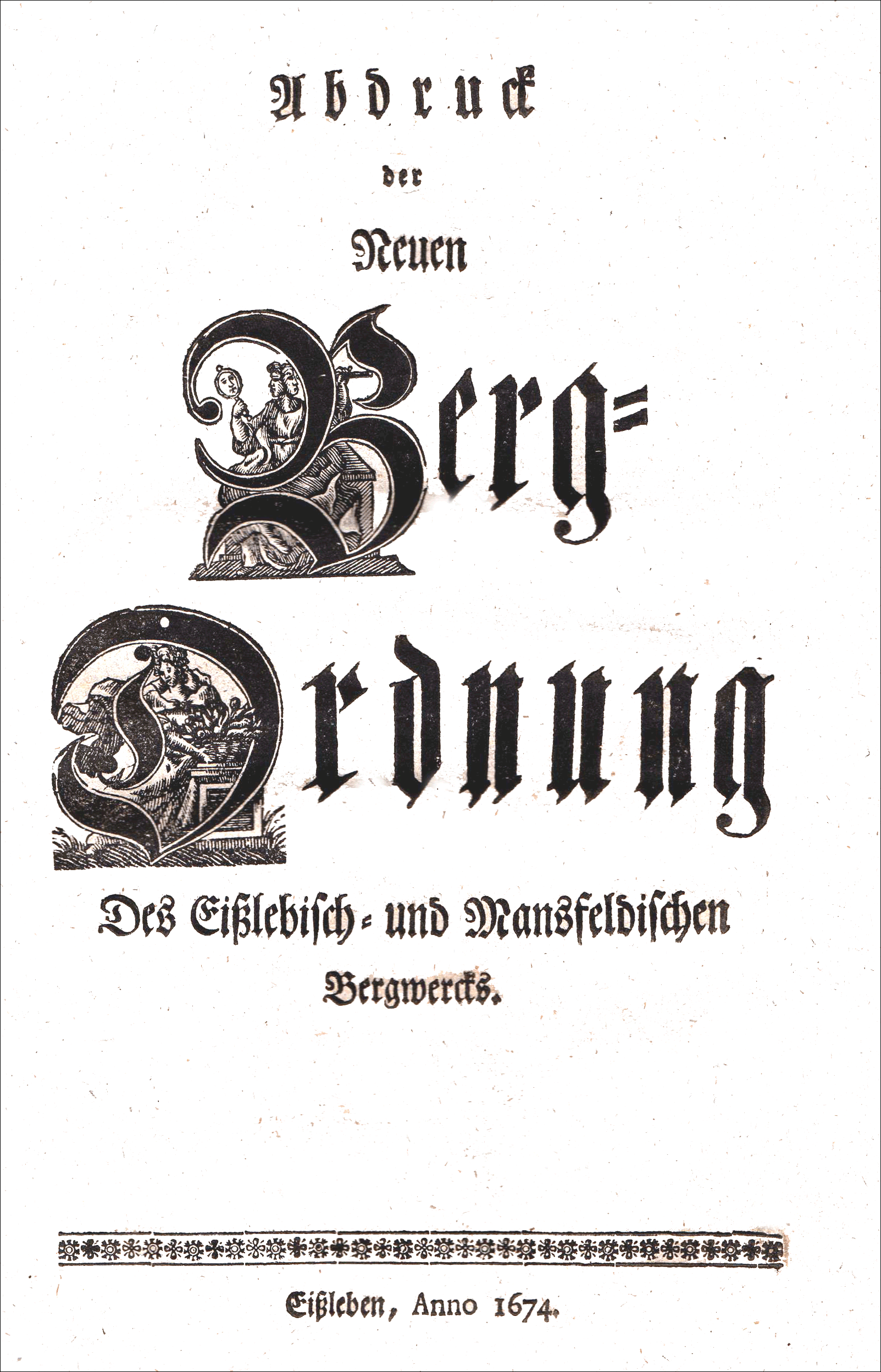
Abdruck der Mansfelder Bergordnung von 1674
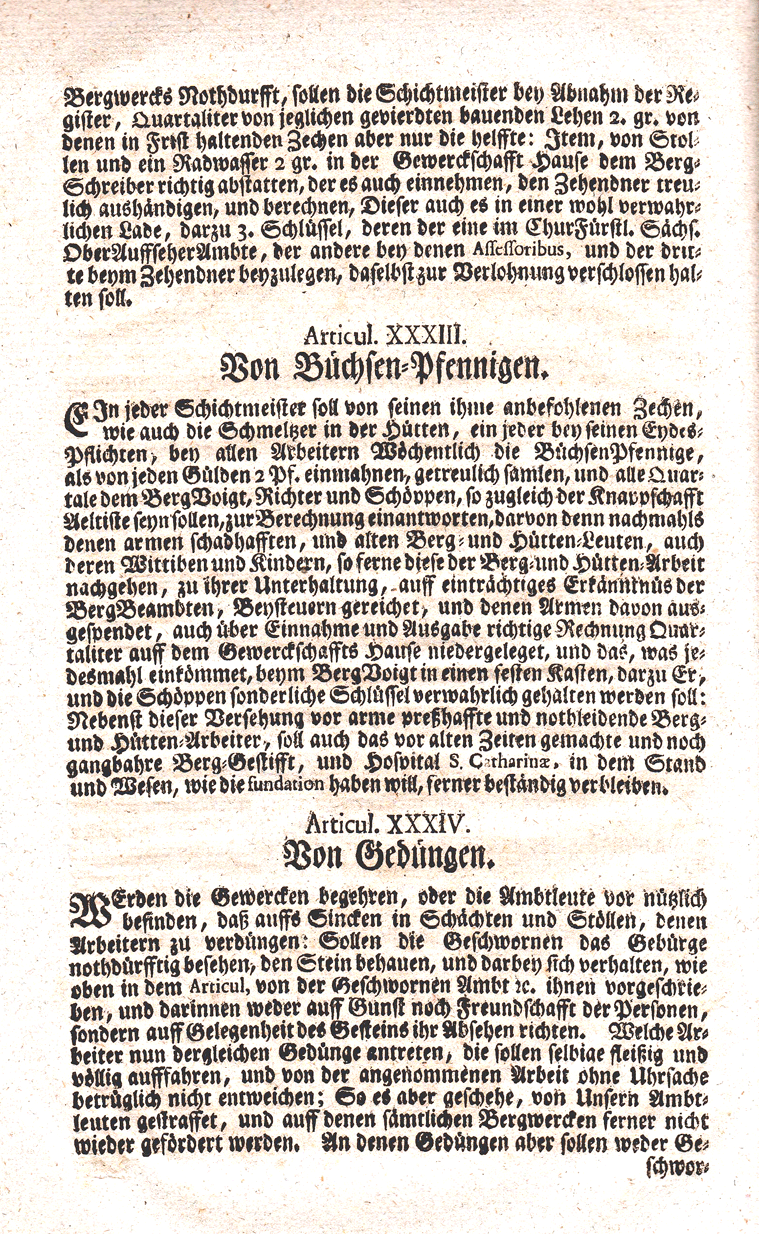
Artikel 33 der Mansfelder Bergordnung
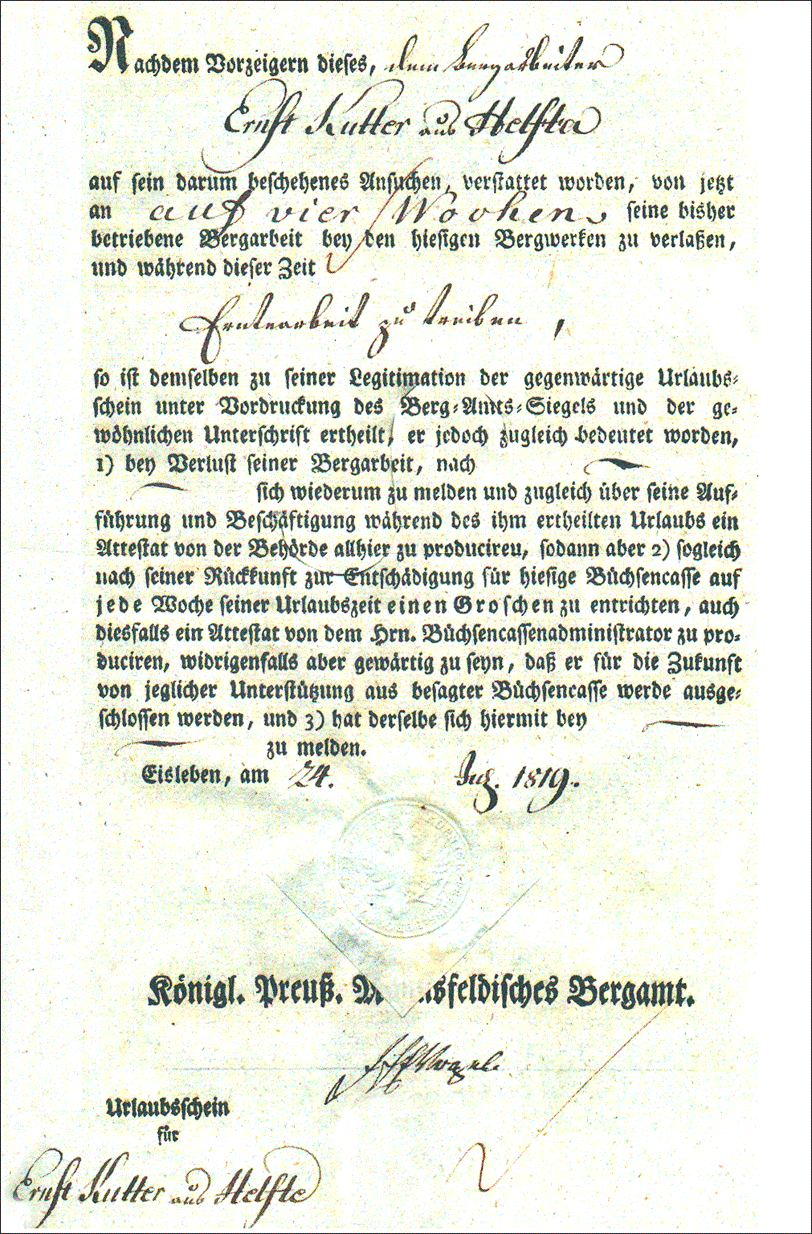
Urlaubschein des Bergamtes Eisleben

Eine „Bergordnung“ aus dem Jahre 1674 (siehe Abbildung) regelte in der Grafschaft Mansfeld das hier bestehende Knappschaftswesen.

Im Artikel XXXIII dieser Ordnung war bezüglich der Büchsenpfennige festgelegt, dass 

„Ein jeder Schichtmeister soll von seinen ihme anbefohlenen Zechen, wie auch die Schmelzer in der Hütten, ein jeder bey seinen Eydes=Pflichten, bey allen Arbeitern Wöchentlich die BüchsenPfennige, als von jeden Gülden 2 Pf. einmahnen, getreulich samlen, und alle Quartale dem BergVoigt, Richter und Schöppen, so zugleich der KnappschaftAeltiste seyn sollen, zur Berechnung einantworten, darvon denn nachmahls denen armen schadhafften, und alten Berg= und Hütten=Leuten, auch deren Wittiben [Witwen] und Kindern, so ferne diese der Berg=und Hütten=Arbeit, nachgehen, zu ihrer Unterhaltung, auff einträchtiges Erkänntnus der BergBeambten, Beysteuern gereichet, und denen Armen davon ausgespendet, auch über Einnahme und Ausgabe richtige Rechnung Quartaliter auff dem Gewerkschaffts Hause niedergeleget, und das, was jedesmahl einkömmet, beym BergVoigt in einen festen Kasten, darzu Er, und die Schöppen sonderliche Schlüssel verwahrlich gehalten werden soll: Nebenst dieser Versehung vor arme preßhaffte und nothleidende Berg= und Hütten=Arbeiter, soll auch das vor alten Zeiten gemachte und noch gangbahre Berg=Gestifft, und Hospital S. Catharinæ, in dem Stand und Wesen, wie die fundation haben will, ferner beständig verbleiben“

Diese Bergordnung galt bis zum Jahre 1865 und wurde von den Bestimmungen des „allgemeinen Berggesetzes für die Preußischen Staaten vom 24. Juni 1865“ abgelöst. In seinem Siebenten Titel: „Von den Knappschaftsvereinen“, heißt es im Paragraphen 165 u. a.: „Für die Arbeiter aller dem gegenwärtigen Gesetze unterworfenen Bergwerke und Aufbereitungsanstalten, desgleichen für die Arbeiter der Salinen sollen Knappschaftsvereine bestehen, welche den Zweck haben, ihren Theilnehmern und deren Angehörigen nach näherer Bestimmung des Gesetzes Unterstützung zu gewähren“.

## Die Eisleber-Wiederstedter Büchsenkasse
Spätestens 1819 wurden unter anderem neben den Bergleuten in den belegten Revieren auch die Belegschaften der Ober- und Mittelhütte, der Mansfelder Hütten, der Gottesbelohnungs- und Seigerhütte, des Morunger Berg- und Hüttenwerkes und die Arbeiter der Stollenvortriebe in gemeinsamer Abrechnung der Büchsengelder erfasst. Die „in die Büchse fließenden Gelder“ waren vielgestaltig. Zum größten Teil bestanden sie aus den sogenannten Büchsenpfennigen der Steiger und der Berg- und Hüttenleute und den Büchsenschichtgeldern. Die zu zahlenden Beträge waren unterschiedlich. Sie lagen zwischen 6 Pfennig und einem Groschen je Taler des erzielten Lohnes (bis 1821 entsprach im Preußischen Staatsgebiet ein Reichstaler 24 Groschen und ein Groschen 12 Pfennig).
Zusätzlich war quartalsweise vom gleichen Personenkreis das Büchsenschichtgeld in Höhe eines Schichtlohnes zu entrichten. Für jeden Groschen einer Lohnerhöhung waren beim folgenden Lohntag einmalig zusätzlich 4 Pfennig in die Büchse zu zahlen. Für den bei Hauerprüfungen ausgehändigten Verpflichtungsscheinen waren ebenfalls Gebühren an die Büchsenkasse zu entrichten.
Ungewöhnlich erscheint heute, dass jeder Berg- und Hüttenarbeiter vor dem kirchlichen Aufgebot nach der Preußischen Ministerialverordnung vom 15. April 1817 einen sogenannten „bergamtlichen Trauschein“ vorzeigen musste. Die Pastoren waren gesetzlich verpflichtet, die Ehe eines Berg- oder Hüttenmannes nur dann zu schließen, wenn eine solche Berechtigung vorgelegt werden konnte. Grund dafür war, dass die Bergämter verlangten, dass der Verdienst der Berg- und Hüttenleute eine Höhe erreicht haben musste, der ausreichte, eine Familie sicher ernähren zu können. In die Bergbüchse hatten für den „Trauschein“ bis zu 24-jährige Heiratswillige 16 Groschen, ältere lediglich 6 Groschen an die Büchsenkasse zu zahlen. Das Heiratsalter wurde auch im Interesse der Arbeitgeber dadurch hinausgeschoben. Es lag 1819 von den 28 eingereichten Anträgen bei 26 Bergarbeitern über 25 Jahre.
Unbezahlter Urlaub wurde zu den offiziellen Feiertagen, und wenn es die wirtschaftliche Lage erlaubte, auch anlässlich von Knappschaftsfesten, gewährt. Unbezahlter Urlaub aus persönlichen Gründen war beim Bergamt zu beantragen. Die Genehmigung erfolgte mit einem Urlaubsschein [siehe nebenstehende Abbildung], in dem festgelegt war, dass der Antragsteller sich nach Ablauf der Frist mit Vorlage des Scheins sofort wieder zu melden hatte, wenn er seine Bergarbeit mit den entsprechenden Vergünstigungen nicht verlieren wollte. Über den Verbleib im Urlaubszeitraum war zusätzlich ein Attest vorzulegen. Gleichzeitig war bei der Wiedereinstellung für jede Woche seiner Urlaubszeit ein Groschen für die Büchsenkasse zu entrichten, um im Bedarfsfall später nicht von jeglicher Unterstützung ausgeschlossen zu werden. Die Urlaubsgründe konnten vielfältig sein. So wurden vier Bergleuten drei Monate Urlaub zugebilligt, um in Alexisbad als Musiker tätig zu werden. Vielfach wurden bis etwa vier Wochen Urlaub für anstehende Erntearbeiten gewährt. Einem Schmied wurde zur Ausübung seines Berufes außerhalb des Bergbaus im März 1816 für unbestimmte Zeit Urlaub unter gleichen Bedingungen gewährt. Die Urlaubsscheine waren stets mit Siegel und Unterschriften von Bergamtsmitgliedern versehen und wurden bei der Wiedereinstellung eingezogen und dem Verantwortlichen für die Büchsenkasse übergeben, der für den zu zahlenden Betrag aus der anderweitigen Beschäftigung zu sorgen hatte.
Die Faktorei der Kupferkammer konnten aus Materialverkäufen satzungsgemäß der Büchsenkasse im Jahre 1819 rund 47 Taler zuführen. Zuführungen, die aus anderen Quellen mit einbezogen wurden, waren in ihrer Höhe noch unbedeutender. Dazu gehörten Strafgelder, die bei der Lohnung einbehalten wurden, geringe Geldbeträge für die Anfertigung von Druckerzeugnissen der Verwaltungen in Hütten und Schächten und auch 2 Groschen für jedes gelieferte Bergseil. Im Jahre 1819 wurden zum Beispiel 17 Bergseile geliefert. Dafür wurden nachweislich ein Taler 10 Groschen abgerechnet.
Auf besondere Weisung hatten alle Offizianten (Beamte) vom ab 1815 bezogenen Gehalt und von Gehaltszulagen drei Prozent an die Büchsenkasse abzuführen. Insgesamt konnte für 1819 eine Einnahme von rund 3240 Talern erzielt werden. Die Ausgaben erreichten jedoch 4925 Taler. Wichtigste Position der Ausgaben waren die wöchentlichen Unterstützungen für Invaliden, Witwen und Kinder in Höhe von rund 4580 Talern. Für die Position Krankengelder und Begräbnisbeiträge wurden 189 Taler 9 Groschen ausgezahlt. Für besondere Fälle standen auch die Überschüsse des Bergkatharinenstifts zur Verfügung. Daraus wurden im gleichen Zeitraum 13 Taler 16 Groschen für hilfsbedürftige Bergmannskinder gezahlt.
Der im Verlaufe des Jahres gewährte gewerkschaftliche Zuschuss betrug nach den quartalsweise bereitgestellten Teilbeträgen insgesamt 1400 Taler. Die Ausgaben konnten von den Einnahmen im betrachteten Rechnungsjahr auch mit den gewerkschaftlichen Zuschüssen nicht restlos abgedeckt werden.